# Associació Esportiva La Salle Manresa
L'Associació Esportiva La Salle Manresa és una institució esportiva del col·legi La Salle Manresa dedicada al foment i la pràctica del bàsquet.
L'entitat va néixer durant el curs escolar 1941-1942 en el moment que un grup d'antics alumnes del col·legi Ntra. Sra. de Montserrat formen dos equips de bàsquet, amb els noms de La Salle i Montserrat, per participar en el primer campionat infantil de Manresa. La temporada 1963-1964, el club es passa a dir U.D. La Salle, i segueix bàsicament a l'esport del bàsquet i la promoció del minibàsquet.
De la seva trajectòria esportiva cal destacar la militància de l'equip sènior a la 2a Divisió Nacional durant tres temporades, el subcampionat d'Espanya de Tercera Divisió aconseguit durant la temporada 1970-1971 per aquest mateix equip, i el campionat de Catalunya i subcampionat d'Espanya aconseguit la temporada 1977-1978 per l'equip cadet entrenat per Francesc Canellas. La temporada 1998-1999, l'equip sènior retorna a la 1a categoria Catalana després de molts anys a 2a Catalana.
En l'actualitat, l'entitat compta amb 16 equips federats i 5 d'escola de bàsquet, totalitzant més de 300 jugadors, tant masculins com femenins. Per portar a terme totes aquestes activitats disposem del pavelló poliesportiu del Col·legi La Salle Manresa, i de diverses pistes descobertes de bàsquet i minibàsquet.
D'altra banda s'han organitzat sis edicions del Memorial Germà Isidre de Minibàsquet, deu edicions del Torneig Cadet Memorial Joaquim Armengou, diverses edicions del Torneig Preinfantil Memorial Vilavalldaura, trobades de benjamins i prebenjamins i una trobada de directors d'escoles de bàsquet. També cal destacar que el club ha organitzat sense interrupcions des de l'any 1971 la coneguda Nit de l'Esportista, una de les més antigues de Catalunya.
L'any 1992 se celebrà el 50è aniversari de l'entitat.